# Carlos Gorostiza
Carlos Gorostiza Rodríguez (Buenos Aires, 7 de junio de 1920 - 19 de julio de 2016) fue un dramaturgo, novelista, cineasta y político argentino. Formó parte del realismo, así como también de la generación del «nuevo realismo» en el teatro argentino.
Fue hermano mayor de la actriz Analía Gadé (1931-2019).

## Biografía
Descendiente de una familia española oriunda del País Vasco, nació en el barrio porteño de Palermo, Buenos Aires, en junio de 1920. Poeta y titiritero desde su adolescencia, se inició en la dramaturgia escribiendo obras para títeres; su primera publicación, que se editó en 1943 con el título de La clave encantada, contenía varias de estas pequeñas obras.
Por aquellos años se incorporó como actor al Teatro La Máscara, uno de los conjuntos más destacados del Movimiento de Teatros Independientes de Buenos Aires y allí, después de intervenir como actor interpretando varios roles, estrenó en 1949, como dramaturgo, su primera obra dramática, El puente, dirigida por él mismo. Esta obra, que obtuvo un éxito excepcional, es considerada por la crítica especializado, como la iniciadora del teatro moderno argentino.
Reconocido como autor y director teatral, en los años siguientes Gorostiza estrena varias obras de su autoría. En 1958 se produce su segundo gran éxito como autor y director con El pan de la locura, obra que conquista varios premios y que, al igual que varias de sus obras, es reestrenada con cierta frecuencia en escenarios de otros países. En septiembre de 1958 el teatro donde se exhibía su obra es allanado y clausurado por la policía a pedido de las autoridades del régimen milita, marchando del país días después.
En 1960 es invitado por la distinguida actriz Juana Sujo a dirigir en Caracas el primer teatro estable de Venezuela – “Los Caobos” – y a incorporarse como profesor a la Escuela Nacional de Arte Dramático de Venezuela. Allí pone en escena varias obras: El pan de la locura; Volpone, de Ben Jonhson, Seis personajes en busca de un autor; de Pirandello; El Inspector. de Priestley, y otras.
De regreso en su país después de dos años de ausencia, es incorporado como profesor en la Escuela Nacional de Arte Escénico de Buenos Aires, de donde será removido en 1976 por la dictadura que gobernó la Argentina durante el periodo 1976-1983. Antes de ello, en 1962 estrenó en televisión Los otros y Toda una historia, ambas premiadas con el Martín Fierro, y dirige en el Teatro San Telmo Los incendiarios, de Max Frisch. Integra este grupo como director hasta 1970, cuando un incendio convierte en cenizas el Teatro San Telmo. Durante este período, en 1966, es invitado a dirigir seminarios en varias universidades de Estados Unidos, y pone en escena su obra Los prójimos (1966) en la Universidad de Indiana, una versión local de la crónica policial del asesino de Kitty Genovese, en 1964, en New York. Además, en 1970, dirige en México DF esa y otras obras durante varios meses.
Durante los años de la última dictadura militar su trabajo es prohibido, como lo fueron muchos artistas y escritores democráticos. En 1981 es uno de los principales promotores de “Teatro Abierto”, un movimiento de resistencia cultural que, creado por la gente de teatro prohibida por la dictadura, despertó un inusitado fervor popular. En 1984 es nombrado Secretario de Cultura del primer gobierno democrático, presidido por Raúl Alfonsín.
En 1986 abandona el cargo y se dedica por entero a escribir novelas y teatro. Participó del filme documental País cerrado, teatro abierto estrenado en 1990. Sus últimas creaciones fueron estrenadas en 2011: Vuelo a Capistrano y El aire del río. En 2012 publicó De guerras y de amores – 1940-1945, un manojo de poemas de su temprana juventud. .
Carlos Gorostiza falleció en Buenos Aires el 19 de julio de 2016 a los 96 años de edad.

## Premios y distinciones
- Premio Nacional de Teatro – 1967 – por Los prójimos
- Premio Nacional de Literatura - 1978 – por Los hermanos queridos
- Premio Municipal de Teatro -  1959 – por El pan de la locura
- Premio Municipal de Novela -  1976 – por Los cuartos oscuros
- Premio Konex de Platino - 1984 - disciplina Teatro
- Premio Planeta de Novela – 1999 – por Vuelan las palomas
- Numerosos premios a sus obras otorgados por “Argentores” “Asociación de Cronistas del Espectáculo”, “María Guerrero”, “Prensario”, “Meridiano de Plata”, “Florencio Sánchez” y otros.
- Además numerosas distinciones a su trayectoria otorgadas por organizaciones culturales.

## Distinciones especiales
- Premio Konex - Mención Especial por Trayectoria (2014)
- Nombrado Socio de Honor de la Asociación de Autores de Teatro de España. (2005)
- “Commandeur De L´Ordre des Arts et des Lettres” otorgado por el gobierno de Francia. (1988)
- “Premio al Mérito Teatral por su colaboración con el Teatro Venezolano” otorgado por el gobierno de Venezuela. (1982)
- Gran Premio de Honor de Argentores (1982)
- “Laurel del Plata” por el Ateneo del Rotary Club (1982)

## Obras
«El peronismo y el teatro independiente encuentran su autor. Es Carlos Gorostiza. Actor, director y autor, Gorostiza encuentra los medios de producción apropiados para sus primeras obras, El puente, por ejemplo. Hombre comprometido, la realidad del país le da una temática: las clases medias y proletarias en ascenso, y una estructura: el equilibrio. Un teatro formalmente realista, a través del cual el autor cree que la realidad se presenta hasta cierto punto equilibrada, lógica, y que puede reflejarse tal como se presenta. Gorostiza plantea racionalmente la movilidad clasista que trajo el peronismo. Y, al mismo tiempo, sitúa toda posibilidad de agresión en la rivalidad de clases proletarias. El problema se nos plantea y nos desequilibra, cuando los conflictos más sangrientos se presentan entre clases, países e ideologías, a los que creíamos solidarios. Pero el realismo crítico de Gorostiza está basado en la sensación optimista de coherencia que trajo el peronismo. [...] A [...] la "generación del nuevo realismo en el teatro argentino" [...] se incorpora [...] naturalmente Carlos Gorostiza, ya que este nuevo realismo es continuación directa del realismo crítico de Gorostiza.»
Osvaldo Dragún

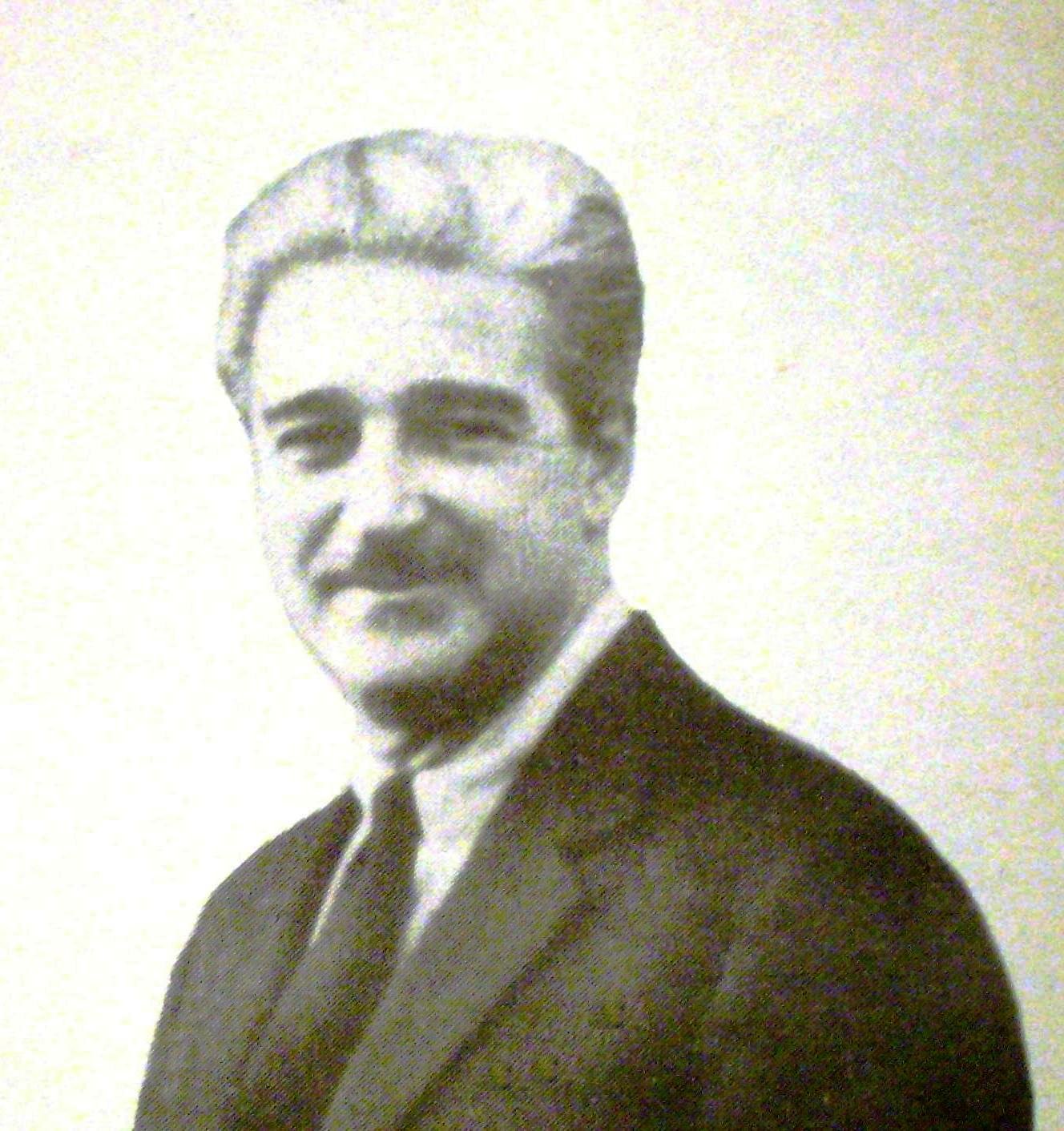
Carlos Gorostiza.

- La clave encantada, obra para títeres, 1943
- El puente, estrenada en el Teatro La Máscara de Buenos Aires en 1949. Véase también: El puente (película de 1950).
- El pan de la locura, teatro, estreno 1958
- Vivir aquí, teatro, estreno 1964
- Los prójimos, teatro, estreno 1966
- ¿A qué jugamos? estreno 1968
- El lugar, teatro, estreno 1970
- Los cuartos oscuros, novela, 1976
- Los hermanos queridos, teatro, estreno 1978
- El acompañamiento, teatro, estreno 1981. Véase también: El acompañamiento, película basada en la obra de Gorostiza.
- Cuerpos presentes, relatos, 1981.
- Matar el tiempo, teatro, estreno 1982
- Hay que apagar el fuego, teatro, estreno 1982
- Páginas de Carlos Gorostiza, 1984, editorial Gedisa
- El basural, novela breve, 1988, editorial Sudamericana
- Aeroplanos, teatro, estreno 1990
- Teatro 1, selección publicada en 1991 por Ediciones de La Flor, que incluye las obras Aeroplanos, El frac rojo, Papi, Hay que apagar el fuego y El acompañamiento
- Teatro 2, selección publicada en 1992 por Ediciones de La Flor, que incluye las obras Matar el tiempo, Los hermanos queridos, Juana y Pedro, Los cinco sentidos capitales y El lugar
- Teatro 3, selección publicada en 1992 por Ediciones de La Flor, que incluye las obras ¿A qué jugamos?, Los prójimos, El pan de la locura, El caso del hombre de la valija negra, y El puente
- El pan de la locura publicado en 1993 por Ediciones Colihue. ISBN 950-581-101-2
- El Puente publicado en 1993 por Ediciones Colihue. ISBN 950-581-106-3
- El patio de atrás es estrenada en Buenos Aires en 1994 y publicada el mismo año por Cántaro Editores
- Teatro 4, 1996, incluye El patio de atrás
- Teatro 5, 1998, incluye Los otros papeles, A propósito del tiempo y Doble historia de amor
- Vuelan las palomas, novela, 1999
- La buena gente, novela, 2001
- El merodeador enmascarado, memorias, 2004
- La clave encantada, selección publicada en 2007 por Ediciones Colihue, que incluye además las obras La vaquita triste, El Quijotillo, Mambrundia y Gasparindia, Platero en Titirilandia y La muerte de Platero. ISBN 950-563-312-2
- La tierra inquieta, novela, 2008
- El aire del río - Hay que apagar el fuego publicado en 2011 por Ediciones Colihue. ISBN 978-950-563-545-0
- Vuelo a Capistrano - El acompañamiento publicado en 2011 por Ediciones Colihue. ISBN 978-950-563-542-9
- De guerras y de amores. Poemas 1939-1944 y otros escritos íntimos selección inédita publicada en 2012 por Ediciones Colihue. ISBN 978-987-684-288-4

## Narrativa
Novelas
- “Los Cuartos Oscuros” – 1976
- “Cuerpos Presentes” - 1981
- “El Basural”- 1988
- “La buena gente” - 2001
- “La tierra inquieta” - 2008

Memorias
- “Páginas de Carlos Gorostiza” (selección de Editorial Gedisa) - 1984
- “El Merodeador Enmascarado” – (autobiografía) 2004
- “De guerras y de amores” – 2012 – (poemas juveniles y otros escritos)

## Cine
- El puente – Guion (1950)
- Marta Ferrari – Guion (l956)
- El acompañamiento – Película basada en la obra de CG – (1991)
- País Cerrado, Teatro Abierto (como entrevistado) – (1990)